# Закон радиоактивного распада
Зако́н радиоакти́вного распа́да — физический закон, описывающий зависимость интенсивности радиоактивного распада от времени и от
количества радиоактивных атомов в образце. Открыт Фредериком Содди и Эрнестом Резерфордом, каждый из которых впоследствии был награждён Нобелевской премией. Они обнаружили его экспериментальным путём и опубликовали в 1903 году в работах «Сравнительное изучение радиоактивности радия и тория» и «Радиоактивное превращение», сформулировав следующим образом:

Во всех случаях, когда отделяли один из радиоактивных продуктов и исследовали его активность независимо от радиоактивности вещества, из которого он образовался, было обнаружено, что активность при всех исследованиях уменьшается со временем по закону геометрической прогрессии.

из чего с помощью теоремы Бернулли учёные сделали вывод:

Скорость превращения всё время пропорциональна количеству систем, ещё не подвергнувшихся превращению.

Существует несколько формулировок закона, например, в виде дифференциального уравнения:
{\displaystyle {\frac {dN}{dt}}=-\lambda N,}
которое означает, что число распадов dN, произошедшее за короткий интервал времени dt, пропорционально числу атомов N в образце.

## Экспоненциальный закон

Экспоненциальная кривая радиоактивного распада: по оси абсцисс («оси x») — нормированное время по оси ординат («оси y») — доля ещё нераспавшихся ядер или скорость распада в единицу времени

В указанном выше математическом выражении неотрицательная константа {\displaystyle \lambda } — постоянная распада, которая характеризует вероятность радиоактивного распада за единицу времени и имеющая размерность с−1. Знак минус указывает на убыль числа радиоактивных ядер со временем.
Решение этого дифференциального уравнения имеет вид:
{\displaystyle N(t)=N_{0}e^{-\lambda t},}
где {\displaystyle N_{0}} — начальное число атомов, то есть число атомов для {\displaystyle t=0.}
Таким образом, число радиоактивных атомов уменьшается со временем по экспоненциальному закону. Скорость распада, то есть число распадов в единицу времени:
{\displaystyle \mathrm {I} (t)=-{\frac {dN}{dt}},}
также падает экспоненциально. Дифференцируя выражение для зависимости числа атомов от времени, получаем:
{\displaystyle \mathrm {I} (t)=-{\frac {d}{dt}}(N_{0}e^{-\lambda t})=\lambda N_{0}e^{-\lambda t}=\mathrm {I} _{0}e^{-\lambda t},}
где {\displaystyle \mathrm {I} _{0}} — скорость распада в начальный момент времени {\displaystyle t=0.}
Таким образом, зависимость от времени числа нераспавшихся радиоактивных атомов и скорости распада описывается одной и той же постоянной {\displaystyle \lambda }.

## Характеристики распада

Наглядная демонстрация закона.

Кроме константы распада {\displaystyle \lambda ,} радиоактивный распад характеризуют ещё двумя производными от неё константами, рассмотренными ниже.

### Среднее время жизни
Из закона радиоактивного распада можно получить выражение для среднего времени жизни радиоактивного атома. Число атомов, в момент времени {\displaystyle t} претерпевших распад в пределах интервала {\displaystyle dt} равно {\displaystyle -dN,} их время жизни равно {\displaystyle -tdN.} Среднее время жизни получаем интегрированием по всему периоду распада:
{\displaystyle \tau =-{\frac {1}{N_{0}}}\int _{N_{0}}^{0}tdN=\lambda \int _{0}^{\infty }te^{-\lambda t}dt={\frac {1}{\lambda }}.}
Подставляя эту величину в экспоненциальные временные зависимости для {\displaystyle N(t)} и {\displaystyle \mathrm {I} (t),} легко видеть, что за время {\displaystyle \tau } число радиоактивных атомов и активность образца (количество распадов в секунду) уменьшаются в e раз.

### Период полураспада
На практике получила большее распространение другая временная характеристика — период полураспада {\displaystyle T_{1/2},} равная времени, в течение которого число радиоактивных атомов или активность образца уменьшаются в 2 раза.
Связь этой величины с постоянной распада можно вывести из соотношения {\displaystyle {\frac {N(T_{1/2})}{N_{0}}}=e^{-\lambda T_{1/2}}=1/2,} откуда:
{\displaystyle T_{1/2}={\frac {\ln 2}{\lambda }}=\tau \ln 2\approx 0,693\tau .}

## Примеры характеристик распада
Существующие в природе радиоактивные изотопы в основном возникают в сложных цепочках распадов урана и тория и имеют периоды полураспада в очень широкой области значений: от 3⋅10−7 секунды для 212Po до 1,4⋅1010 лет для 232Th. Наибольший экспериментально измеренный период полураспада имеет изотоп теллура 128Te — 2,2⋅1024 лет. Само существование в настоящее время многих естественных радиоактивных элементов несмотря на то, что с момента образования этих элементов при звёздном нуклеосинтезе прошло более 4,5 млрд лет, является следствием очень больших периодов полураспада 235U, 238U, 232Th и других природных радионуклидов. К примеру, изотоп 238U стоит в начале длинной цепочки (так называемый ряд радия), состоящей из 20 изотопов, каждый из которых возникает при α-распаде или β-распаде предыдущего элемента. Период полураспада 238U (4,5⋅109 лет) много больше, чем период полураспада любого из последующих элементов радиоактивного ряда, поэтому распад в целом всей цепочки происходит за то же время, что и распад 238U, её родоначальника, в таких случаях говорят, что цепочка находится в состоянии секулярного (или векового) равновесия. Примеры характеристик распада некоторых веществ:
| Вещество                                     | 238U           | 235U         | 234U           | 210Bi        | 210Tl         |
| -------------------------------------------- | -------------- | ------------ | -------------- | ------------ | ------------- |
| Период полураспада, {\displaystyle T_{1/2}}  | 4,5⋅109 лет    | 7,13⋅108 лет | 2,48⋅105 лет   | 4,97 дня     | 1,32 минуты   |
| Постоянная распада, {\displaystyle \lambda } | 4,84⋅10−18 с−1 |              | 8,17⋅10−14 с−1 | 1,61⋅10−6с−1 | 8,75⋅10−3 с−1 |
| Частица                                      | α              | α            | α              | β            | β             |
| Полная энергия распада, МэВ                  | 4,2699         | 4,6780       | 4,8575         | 1,1612       | 5,482         |

## Интересные факты
Один из открывших закон, Фредерик Содди, в своей научно-популярной книге «The story of atomic energy», изданной в 1949 году, видимо из скромности, ничего не пишет о своём (но и чьём-либо ещё тоже) вкладе в создание этой теории, зато довольно оригинально отзывается о ней:

Следует отметить, что закон превращений одинаков для всех радиоэлементов, являясь самым простым и в то же время практически необъяснимым. Этот закон имеет вероятностную природу. Его можно представить в виде духа разрушения, который в каждый данный момент наугад расщепляет определённое количество существующих атомов, не заботясь об отборе тех из них, которые близки к своему распаду.